# Jann Wenner

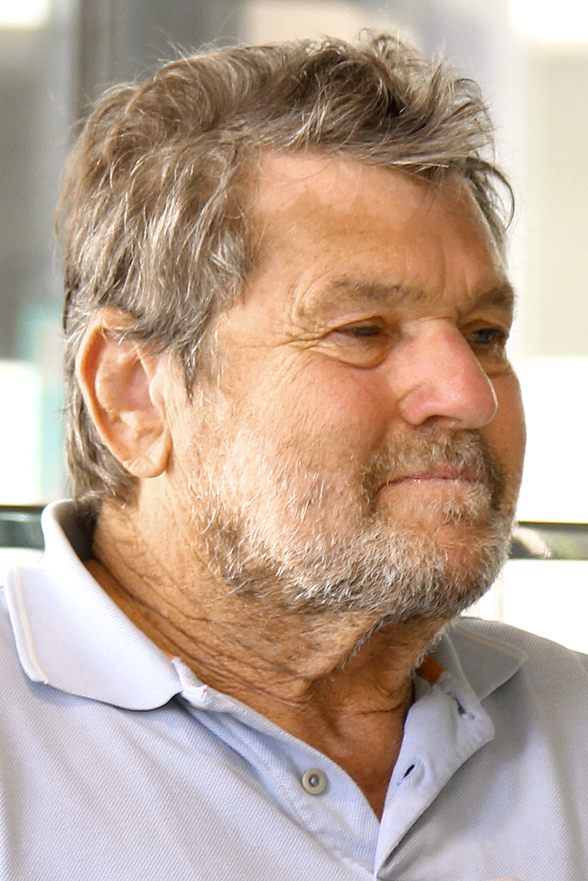
Jann Wenner

Jann Simon Wenner (* 7. Januar 1946 in New York City) ist Journalist, Publizist und Inhaber von Wenner Media. Er wurde vor allem als Gründer und Chefredakteur des Musikmagazins Rolling Stone bekannt.
Nachdem Wenner sein Studium an der University of California in Berkeley abgeschlossen hatte, gründete er 1967 in San Francisco zusammen mit Musikjournalist Ralph Gleason das Rockmusik-Magazin Rolling Stone. Es war in den USA die erste auf nationaler Ebene erhältliche Zeitschrift, die sich ausschließlich mit dem Thema Rockmusik beschäftigte, wodurch sie bei den damaligen Rockmusik-Konsumenten schnell bekannt wurde. In den Anfangsjahren führte Wenner selbst noch eine Reihe von Interviews mit damaligen Musik-Stars wie Mick Jagger (ein enger Freund Wenners), Eric Clapton, Bob Dylan, Pete Townshend oder Phil Spector. Als Ende 1970 der Rolling Stone in finanzielle Schwierigkeiten geriet, war es ein Interview von Wenner mit John Lennon und Yoko Ono, das die Zeitschrift vor dem Ende bewahrte.
Im Laufe der 1970er Jahre begann Wenner sich immer weniger für die neue Rockmusik zu interessieren und schrieb nur noch sehr wenige Artikel selbst. Nach dem Umzug des Magazins nach New York, näherte es sich auch mehr dem Mainstream an. In den 1980er und 1990er Jahren hatte es zwar immer noch hohe Auflagen, war aber lange nicht mehr so einflussreich wie früher.
Neben seiner Arbeit beim Rolling Stone produzierte Wenner 1969 Boz Scaggs’ Debütalbum und war 1985 als Schauspieler in dem Film Perfect mit John Travolta involviert. 1986 war er einer der Gründer der Rock and Roll Hall of Fame, bei der er 2004 für sein Lebenswerk geehrt wurde.
Wenner trennte sich 1995 von seiner Ehefrau, Jane Wenner, anlässlich seines Coming-outs. Jane Wenner behält jedoch bis heute das Amt einer Vizepräsidentin von Wenner Media. Die beiden haben zusammen drei Söhne. Seit 1995 hat Jann Wenner einen Lebensgefährten, Matt Nye, einen Modedesigner, mit dem er zusammen drei weitere Kinder erzieht.
In zwei Schritten verkaufte Wenner den Rolling Stone 2016 und 2017 an Penske Media Corporation. 2019 verfasste er mit seiner Autobiografie Like a Rolling Stone einen Bestseller, vier Jahre darauf erschien der Band The Masters, in dem Wenner ausschließlich Interviews mit weißen Musikern führte. 2023 entließ die Stiftung der Rock and Roll Hall of Fame Jann Wenner aus dem Vorstand. Begründet wurde der Schritt mit als sexistisch und rassistisch kritisierten Äußerungen Wenners zu schwarzen und weiblichen Musikern in der „New York Times“.